# Osiedle Poręba
Osiedle Poręba – lubelskie osiedle mieszkaniowe, położone w południowo-zachodniej części Lublina, w dzielnicy Czuby Południowe.

## Geneza osiedla
Historia osiedla sięga przełomu lat 80. i 90. XX wieku, kiedy to duże inwestycje mieszkaniowe realizowała Spółdzielnia Mieszkaniowa „Czuby”. Najpierw, na przełomie 1988 i 1989 roku, powstały bloki mieszkalne Perłowa 8 (przełom 1988 i 1989) i Perłowa 4. Wkrótce powstały kolejne bloki przy ulicach Szafirowej, Bursztynowej i Turkusowej, a także trzy dziesięciopiętrowe wieżowce przy ulicy Bursztynowej. Budynki te tworzą wyróżniającą się, starszą część osiedla.

## Rozwój osiedla
W latach 90. nastąpił dynamiczny rozwój osiedla. Inwestycje mieszkaniowe realizowały spółdzielnie: Czuby, Orion, Promyk, Rzemieślnik, Klakson, Węglinek. Efektem tego było powstanie wielu nowych budynków, ulic oraz zabudowanie przestrzeni w granicach osiedla.
W 2006 osiedle uzyskało połączenie z siecią ścieżek rowerowych. W 2008 wybudowano przedłużenie ul. Jana Pawła II do al. Kraśnickiej. Następnie uruchomiono przejazd ulicą Granitową; istnieją odtąd trzy wjazdy (pozostałe: ul. Szafirową od strony ul. Jana Pawła II oraz ul. Bursztynową od strony ul. Filaretów przez Osiedle Widok).

## Ulice
W skład osiedla wchodzą w większości ulice, których nazwy pochodzą od kamieni szlachetnych (lub skał): Agatowa, Ametystowa, Bursztynowa (położona częściowo także na Osiedlu Widok), Brylantowa, Granitowa, Nefrytowa, Opalowa, Perłowa, Rubinowa, Szafirowa, Turkusowa. Głównym ciągiem ulic jest Agatowa-Szafirowa-Ametystowa-Bursztynowa, a także cała ul. Szafirowa i Agatowa.
Zasada nazewnictwa nie objęła ulic Łososiowej oraz Morskiej, jednak żadne budynki nie mają adresów tych ulic.

## Komunikacja miejska
Przy ul. Granitowej znajduje się pętla autobusowo-trolejbusowa (planowana od lat 90.), na której kończy trasę część linii dziennych autobusowych, trolejbusowych i nocnych.